# Unité des Communes valdôtaines Valdigne-Mont-Blanc
Die Unité des Communes valdôtaines Valdigne-Mont-Blanc ist eine Vereinigung von insgesamt 5 Gemeinden in der italienischen Region Aostatal. Sie wurde von den in der Regel recht kleinen Gemeinden, die zumindest teilweise in Bergregionen liegen, gebildet, um die wirtschaftliche Entwicklung der Region zu stärken und die Abwanderung der Bevölkerung aufzuhalten. Weitere Aufgaben sind die Stärkung des Tourismus, des Naturschutzes und die Erhaltung der ländlichen Kultur.
Das Gebiet der Unité des Communes valdôtaines Valdigne-Mont-Blanc zählt insgesamt etwa 8800 Einwohner.
Die Comunità umfasst folgende Gemeinden:
- Courmayeur
- La Salle
- La Thuile
- Morgex
- Pré-Saint-Didier